# 뚱딴지
뚱딴지(문화어: 뚝감자, Jerusalem artichoke, wild sunflower)는 국화과에 속하는 여러해살이풀이다. 돼지감자라고도 부르며, 북아메리카 원산이다.

## 생태
심어서 기르기도 하고 심어 기르던 것이 야생하기도 한다. 줄기 높이는 1.5~3m이며 거친 털이 있다. 잎에도 털이 나며, 아랫부분의 잎은 마주나고 윗부분의 잎은 어긋난다. 긴 타원형이고 길이 15 cm 내외이며 끝이 뾰족하고 가장자리에 톱니가 있고 잎자루에 좁은 날개가 있다. 꽃은 9~10월에 줄기에서 갈라진 가지마다 노란색 두상화가 핀다. 혀꽃은 10~20개이다. 열매는 수과이고 비늘 모양의 돌기가 있다. 뿌리에 덩이줄기가 많이 생긴다.

## 쓰임새
덩이줄기를 가축 사료나 알코올 제조 원료로 쓰며, 식용하기도 한다. 이눌린이 포함되어 있다.
꽃으로는 차를내려 마신다.

## 수확
돼지감자는 17도 이하가 되어야 덩이 줄기가 비대해진다. 그래서 서리가 내리고 잎이 마르고 줄기가 앙상해질 때가 수확시기다. 이때부터 이듬해 봄 새로운 싹이 돋아나기 전까지 수확할 수 있다.

## 효능
돼지감자는 이눌린 성분은 천연 인슐린의 효능이 있어, 혈당을 낮추며 콜레스테롤을 개선해준다. 탄수화물과 단백질, 비타민 C와 칼륨, 철, 무기질 등이 풍부하며 면역력을 높여주고 피로 해소에 좋으며 배변 활동을 도와 장 건강에 좋다. 열량이 낮고 독소를 배출하며, 다이어트에 좋은 식재료이다.

## 사진

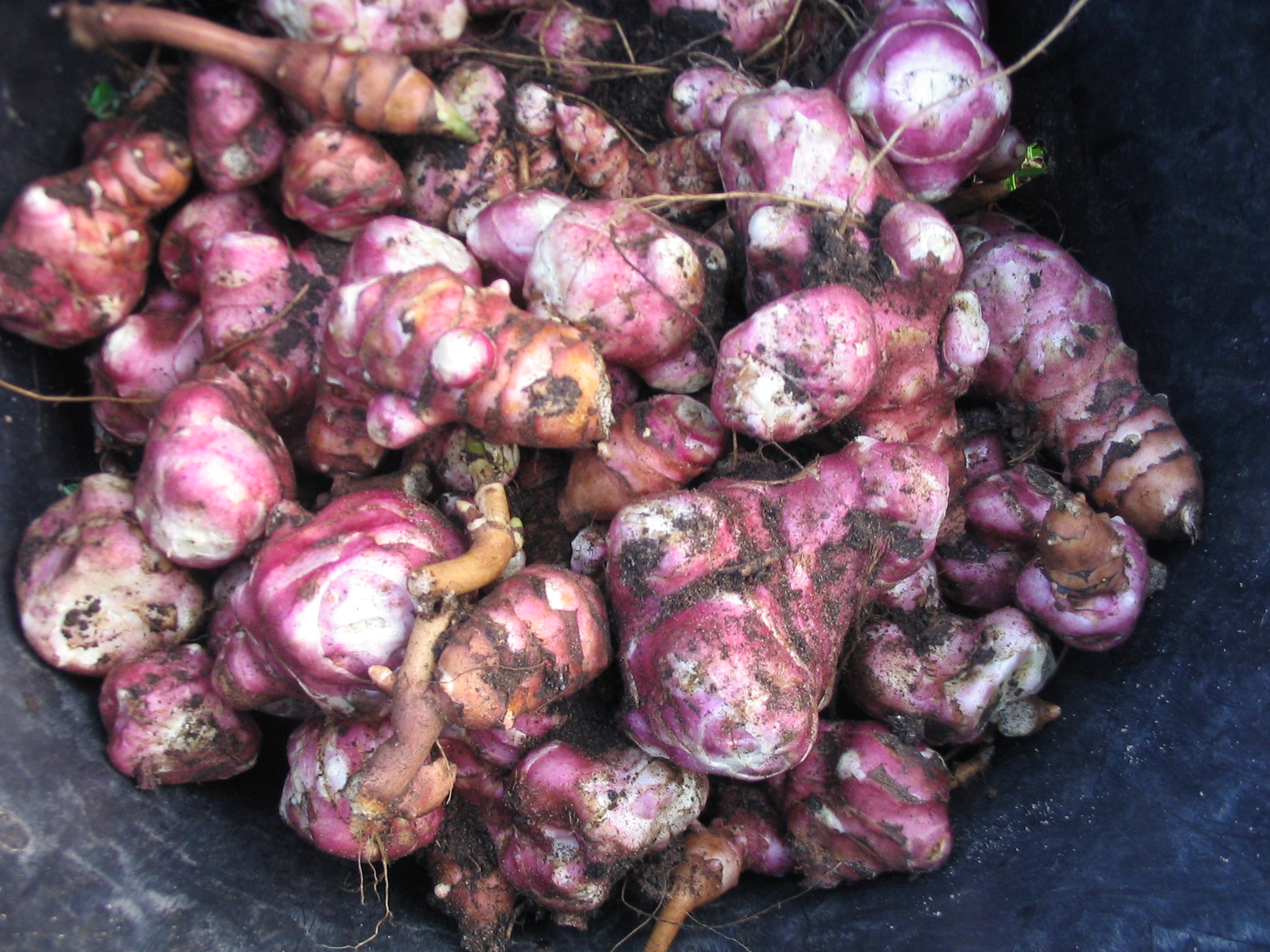
덩이줄기
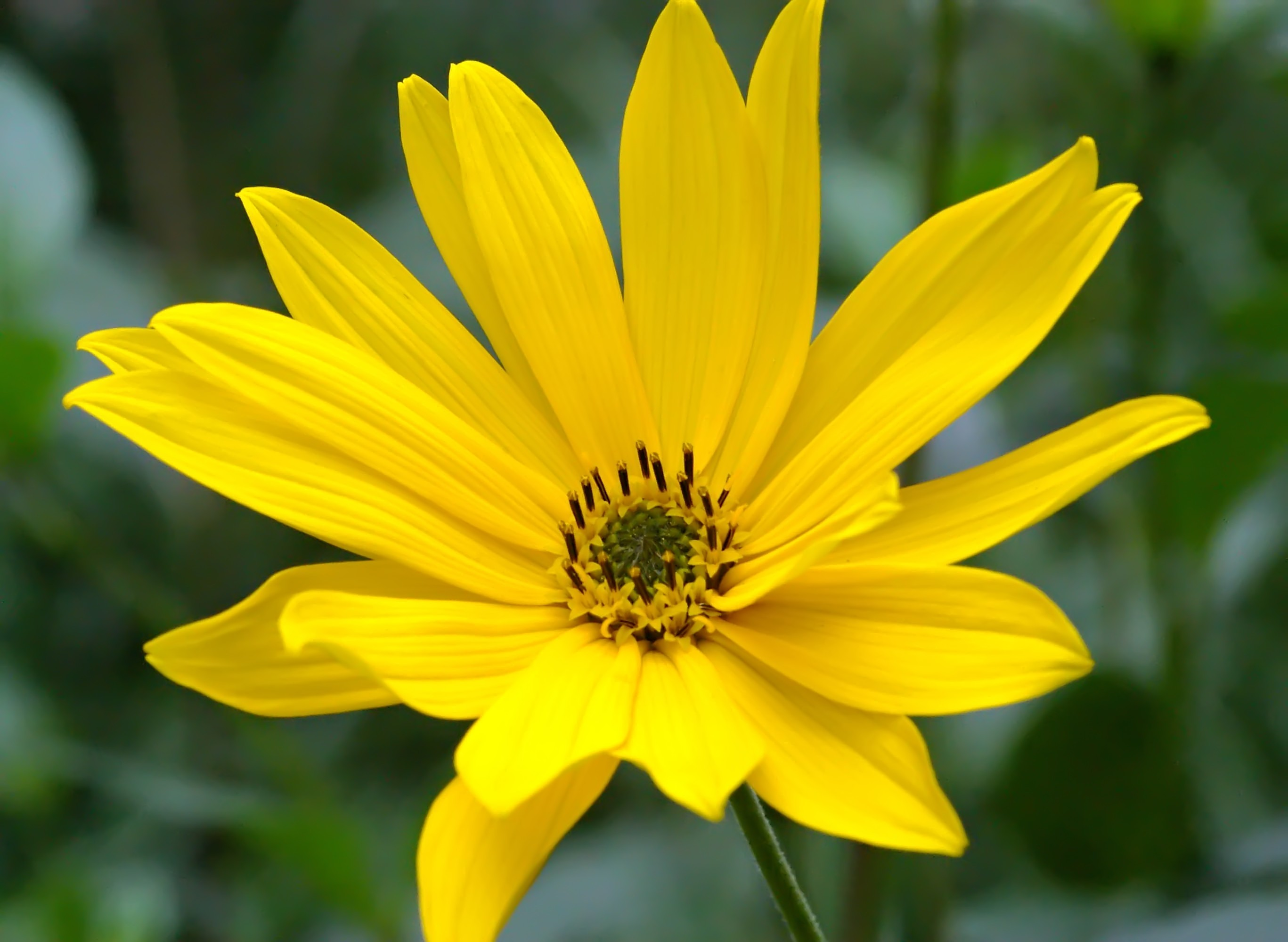
꽃
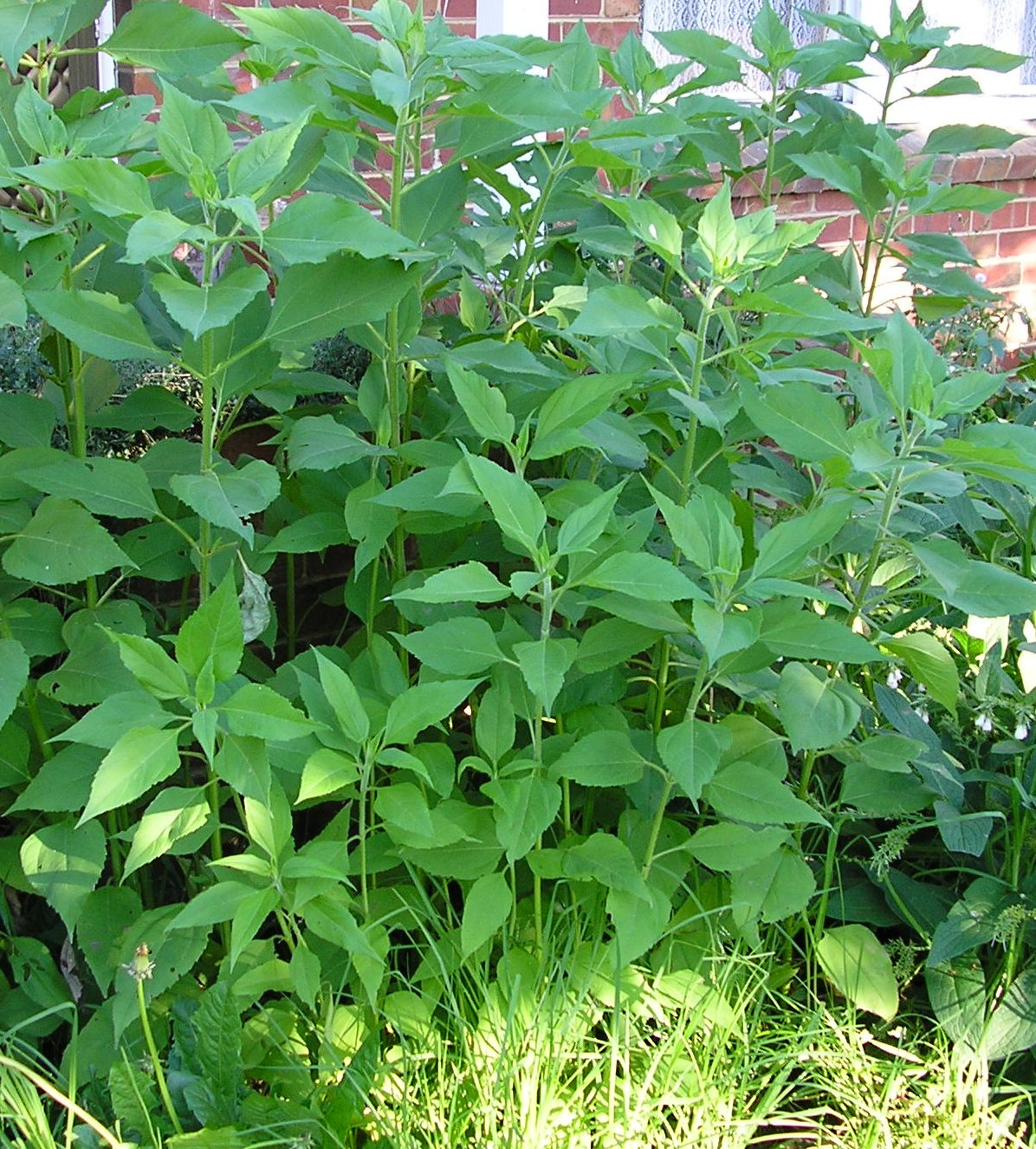
잎줄기

## 같이 보기
- 감자
- 고구마

## 참고 문헌
- 고경식; 김윤식 (1988). 《원색한국식물도감》. 아카데미서적.
- 이동혁 (2007). 《오감으로 찾는 우리 풀꽃》. 도서출판 이비컴. ISBN 978-89-89484-57-8.
- 풀베개